# Lijst van beelden in Alkmaar
Dit is een (onvolledige) chronologische lijst van beelden in Alkmaar. Onder een beeld wordt hier verstaan elk driedimensionaal kunstwerk in de openbare ruimte van de Nederlandse gemeente Alkmaar, waarbij beeld wordt gebruikt als verzamelbegrip voor sculpturen, standbeelden, installaties, gedenktekens en overige beeldhouwwerken.
Voor een volledig overzicht van de beschikbare afbeeldingen zie: Beelden in Alkmaar op Wikimedia Commons.
| Geplaatst                      | Omschrijving                                                                      | Kunstenaar                                                     | Straat                                                                                  | Plaats  | Materiaal                                            | Afbeelding |
| ------------------------------ | --------------------------------------------------------------------------------- | -------------------------------------------------------------- | --------------------------------------------------------------------------------------- | ------- | ---------------------------------------------------- | ---------- |
| ±1500                          | Sint Laurens & Sint Matthias                                                      | Atelier Keldermans                                             | Kerkplein/Kerkstraat, Zuid- en Noordbeuk van de Sint-Laurenskerk                        | Alkmaar |                                                      |            |
| ±1656                          | Gevelbeelden oude mannen met familiewapen                                         | Jan Claesz (vermoedelijk)                                      | Gedempte Nieuwesloot, Huis van Achten                                                   | Alkmaar |                                                      |            |
| 1712                           | kinderen met bok en schaap                                                        | Jacob Vennecool                                                | Schermerweg (het hamei of tolhek van de vml. Schermerpoort)                             | Alkmaar |                                                      |            |
| 1717                           | Wildeman                                                                          | Jacob van der Beek                                             | Oudegracht, boven de ingang van het Wildemanshofje                                      | Alkmaar |                                                      |            |
| 1717                           | Oude vrouwen (Armoede en Ouderdom)                                                | Jacob van der Beek                                             | Oudegracht, aan weerszijden van de ingang van het Wildemanshofje                        | Alkmaar |                                                      |            |
| 1717                           | Wildeman                                                                          | Jacob van der Beek                                             | Oudegracht, in de tuin van het Wildemanshofje                                           | Alkmaar |                                                      |            |
| 1873                           | Victoriemonument                                                                  | Frans Stracké                                                  | Victoriepark                                                                            | Alkmaar |                                                      |            |
| 1891                           | Koningin Wilhelmina en Koningin Emma en ornamenten                                | onbekend                                                       | Wilhelminalaan, gevel MCA (voormalige Cadettenschool door J.J. van Nieukerken)          | Alkmaar |                                                      |            |
| 1893                           | Twee leeuwen                                                                      | onbekend                                                       | Kruseman van Eltenweg (Rechtbank)                                                       | Alkmaar | steen                                                |            |
| 1910                           | Jozef en Maria                                                                    | onbekend                                                       | Nassaulaan (St. Josephkerk)                                                             | Alkmaar |                                                      |            |
| 1912                           | A.L.G. Bosboom-Toussaint                                                          | August Falise                                                  | Kennemerstraatweg/Wilhelminalaan                                                        | Alkmaar | brons                                                |            |
| 1913                           | ornamenten                                                                        | Willem Coenraad Brouwer                                        | Verdronkenoord 123                                                                      | Alkmaar |                                                      |            |
| 1917                           | kariatiden                                                                        | Willem Coenraad Brouwer                                        | Wilhelminalaan 2 (Huis De Lange)                                                        | Alkmaar | terracotta                                           |            |
| 1922                           | Gevelstenen Heul 1                                                                | onbekend                                                       | Heul 1                                                                                  | Alkmaar |                                                      |            |
| 1925                           | Sint Elisabeth                                                                    | onbekend                                                       | Van Everdingenstraat (voormalig St. Elisabeth Ziekenhuis, thans Zorgcentrum Westerhout) | Alkmaar |                                                      |            |
| 1930                           | Twee Vissen ter nagedachtenis aan Jacob Cabeliau                                  | Pieter Crips                                                   | St. Laurensstraat, tegen de gevel van 't Hooge Huys                                     | Alkmaar |                                                      |            |
| 1930                           | Pelikaan                                                                          | Joseph Mendes da Costa                                         | St. Laurensstraat (zijde Langestraat), tegen de gevel van 't Hooge Huys                 | Alkmaar |                                                      |            |
| 1931                           | schooljongen met lam                                                              | onbekend                                                       | Achter de Vest 3 (Molenbuurt), gevel Kunstuitleen                                       | Alkmaar | steen                                                |            |
| 1931                           | spelende jongens en meisjes                                                       | Jan Havermans                                                  | Vondelstraat/Brederostraat, naast de ingang van de vml. Vondelschool                    | Alkmaar | steen                                                |            |
| 1933                           | Dr. J.M. van Dam                                                                  | Gerhard Heinrich Lückens architect Laurens Groen               | Prinses Julianalaan                                                                     | Alkmaar | zandsteen en brons                                   |            |
| 1933                           | Leeuwen met wapenschilden                                                         | Maurice Xhrouet                                                | St. Laurensstraat                                                                       | Alkmaar |                                                      |            |
| 1935 (ingebruikname brug 1932) | onbekend (twee bouwvakkers en het wapen van Alkmaar)                              | Jan Havermans                                                  | Lyceumbrug (tussen Costerstraat en Meester P.J. Troelstrakade)                          | Alkmaar | graniet                                              |            |
| 1939                           | Homerus                                                                           | Tjipke Visser                                                  | Geestersingel (aan de gevel van het Murmellius Gymnasium)                               | Alkmaar |                                                      |            |
| 1948                           | Christus Koning                                                                   | Henk Etienne                                                   | Nassaulaan (St. Josephkerk)                                                             | Alkmaar | brons                                                |            |
| 1950                           | Stedemaagd                                                                        | Jeanne Kouwenaar-Bijlo                                         | Harddraverspad (Alkmaarder Hout)                                                        | Alkmaar | brons                                                |            |
| 1950                           | Het gezin                                                                         | Cor Hund                                                       | Stadspark nabij Achter de Vest                                                          | Alkmaar |                                                      |            |
| 1952                           | De rustende arbeider                                                              | Jan Havermans                                                  | Clarissenbolwerk                                                                        | Alkmaar |                                                      |            |
| 1952                           | Saul en David                                                                     | Willem Reijers                                                 | Clarissenbolwerk                                                                        | Alkmaar | brons                                                |            |
| 1953                           | Twee elkander de handslag gevende boeren (ook wel De Handslag of boer en tuinder) | Willem Commandeur                                              | Drechterwaard                                                                           | Alkmaar | zandsteen                                            |            |
| 1955                           | Man met kalf                                                                      | Gerrit Bolhuis                                                 | Langestraat, patio stadhuis                                                             | Alkmaar | brons                                                |            |
| 1956                           | Man met haan                                                                      | Luciano Minguzzi                                               | Clarissenbolwerk/Zevenhuizen                                                            | Alkmaar | brons                                                |            |
| 1957                           | Haan                                                                              | Willem Commandeur                                              | Dr. Schaepmanplein                                                                      | Alkmaar | steen                                                |            |
| 1960                           | Zittende vrouw                                                                    | Charlotte van Pallandt                                         | Clarissenbolwerk                                                                        | Alkmaar | Kalksteen                                            |            |
| 1963                           | Moeder en kind                                                                    | Fri Heil                                                       | Clarissenbolwerk ter hoogte van Van Rietwijckstraat                                     | Alkmaar |                                                      |            |
| 1963                           | Dieren                                                                            | Jaap Min                                                       | Waleweinstraat                                                                          | Alkmaar |                                                      |            |
| 1965                           | Maerten Pietersz van der Meij                                                     | Mari Andriessen                                                | Kerkplein bij de Grote Kerk                                                             | Alkmaar | brons                                                |            |
| 1965                           | De Sanering                                                                       | John Bier                                                      | Gasthuisstraat                                                                          | Alkmaar |                                                      |            |
| 1965                           | gevelobject Willibrord                                                            | Hugo Brouwer                                                   | Vondelstraat, Petrus Canisius College                                                   | Alkmaar | keramiek                                             |            |
| 1965                           | gevelobject Pottenbakker                                                          | Hugo Brouwer                                                   | Vondelstraat, Petrus Canisius College                                                   | Alkmaar | keramiek                                             |            |
| 1968                           | gevelobject                                                                       | René Karrer                                                    | Albertine Agnesstraat                                                                   | Alkmaar | marmer, beton                                        |            |
| 1968                           | onbekend                                                                          | onbekend                                                       | Koelmalaan 350 (Op het dak van de KPN (PTT) Centrale)                                   | Alkmaar |                                                      |            |
| 1969                           | Ontmoetingssteen                                                                  | Piet Slegers                                                   | Kennemerpark ter hoogte van Baangracht                                                  | Alkmaar | lavasteen                                            |            |
| 1969                           | Sirene                                                                            | Nic Jonk                                                       | Jan Ploegerlaan 1                                                                       | De Rijp |                                                      |            |
| 1970                           | Paard                                                                             | Gabriël Sterk                                                  | Heilooërdijk, Hendrik de Winterschool                                                   | Alkmaar | brons                                                |            |
| 1970                           | Mr. Willem Carel Wendelaar                                                        | Mari Andriessen                                                | Koelmanlaan/Vondelstraat                                                                | Alkmaar | brons                                                |            |
| 1970                           | brugbeeld                                                                         | Piet Killaars                                                  | Lodewijk van Velthemstraat (Boendalerbrug)                                              | Alkmaar | brons                                                |            |
| 1971                           | Reiger                                                                            | Karel Gomes                                                    | Heilooërdijk, Hendrik de Winterschool                                                   | Alkmaar | brons                                                |            |
| 1972                           | Kalkoen                                                                           | Gabriël Sterk                                                  | Tochtwaard 22                                                                           | Alkmaar | Baksteen en brons                                    |            |
| 1975                           | gevelreliëf                                                                       | John Bier                                                      | Helderseweg (tot ±2010 Koningsweg), Brandweerkazerne                                    | Alkmaar |                                                      |            |
| 1976                           | Twee Pinguïns                                                                     | Theo van de Vathorst                                           | Frederik Hendriklaan, Pr. Marijkeschool                                                 | Alkmaar | brons                                                |            |
| 1976                           | De Kat                                                                            | Louk van Meurs-Mauser                                          | Drechterwaard, kleuterschool "Kleuterwaard"                                             | Alkmaar |                                                      |            |
| 1978                           | Niels Holgersson                                                                  | John Bier                                                      | Muiderwaard                                                                             | Alkmaar |                                                      |            |
| 1978                           | zonder titel                                                                      | J. Smit                                                        | Kortenaerkade, school "De Windroos"                                                     | Alkmaar |                                                      |            |
| 1978                           | Straattheater                                                                     | Karin Daan                                                     | Melis Stokelaan                                                                         | Alkmaar |                                                      |            |
| 1979                           | Gevelsteen ALCMARIA VICTRIX"                                                      |                                                                | Kerkplein 9                                                                             | Alkmaar | natuursteen                                          |            |
| 1980                           | geen titel                                                                        | Eugène Terwindt                                                | Kofschipstraat, basisschool "De Meerpaal"                                               | Alkmaar |                                                      |            |
| 1981                           | Moeder en kind                                                                    | Henk van den Idsert                                            | Oudorperplein                                                                           | Alkmaar |                                                      |            |
| 1984                           | Abstract sculptuur                                                                | Renze Hettema                                                  | Drechterwaard                                                                           | Alkmaar | marmer en musschelkalksteen                          |            |
| 1985                           | Kaashandelaren                                                                    | John Bier                                                      | Waagplein                                                                               | Alkmaar | brons                                                |            |
| 1985                           | Herder                                                                            | Paul van Crimpen                                               | Kennemerpark                                                                            | Alkmaar | brons                                                |            |
| 1986                           | Liggend naakt                                                                     | Jan Dokter                                                     | Kerkplein bij de Grote Kerk                                                             | Alkmaar | marmer                                               |            |
| 1986                           | Zonder titel (gespleten punt)                                                     | Sander Jansen                                                  | Europaplein                                                                             | Alkmaar | Gebrand graniet en RVS                               |            |
| 1986                           | Dragen en gedragen worden                                                         | Louis Paul                                                     | Arkplein                                                                                | Alkmaar | brons                                                |            |
| 1987                           | Mytische vogel                                                                    | Ad Arma                                                        | Groot Nieuwland                                                                         | Alkmaar |                                                      |            |
| 1988                           | Het gezin                                                                         | Hans Bayens                                                    | Terborchlaan/Aert de Gelderlaan                                                         | Alkmaar |                                                      |            |
| 1988                           | zonder titel                                                                      | Piet Hein Stulemeyer                                           | Mallegatsplein (Politiebureau)                                                          | Alkmaar | glas                                                 |            |
| 1988                           | Jan Jansz Weltevree                                                               | Elly Baltus                                                    | Tuingracht                                                                              | De Rijp | Brons                                                |            |
| 1988                           | De dwaze moeders                                                                  | John Bier                                                      | Europaboulevard                                                                         | Alkmaar | Beton en brons                                       |            |
| 1989                           | De verbinding                                                                     | Margot Zanstra                                                 | Rekerhout, in het water nabij het Beneluxplein                                          | Alkmaar |                                                      |            |
| 1989                           | zonder titel                                                                      | Niels Keus                                                     | Rekerhoutpark, lans Laan van Straatsburg                                                | Alkmaar | Gelakt staal                                         |            |
| 1990                           | Jan Adriaansz Leeghwater                                                          | Ans van Straaten                                               | Kleine Dam 1                                                                            | De Rijp | Beton en brons                                       |            |
| 1994                           | Het Oostelijk Stadsdeel of Stadsvernieuwing van begin tot eind                    | Willem Hopman                                                  | Wortelsteeg                                                                             | Alkmaar |                                                      |            |
| 1995                           | fontein                                                                           | Mari Boeyen                                                    | Hof van Luxemburg ('t Rekerheem)                                                        | Alkmaar | brons, RVS                                           |            |
| 1996                           | onbekend                                                                          | Coen Wilderom                                                  | Kruseman van Eltenweg (Rechtbank)                                                       | Alkmaar |                                                      |            |
| 1997                           | Mr. Adriaan Anthonisz                                                             | John Bier                                                      | Noorderkade                                                                             | Alkmaar | brons                                                |            |
| 1997                           | Lucis                                                                             | Esther Jiskoot                                                 | Jadestraat (ingang HVC)                                                                 | Alkmaar | aluminium, glasvezel                                 |            |
| 1999                           | Man op paard                                                                      | Nic Jonk                                                       | Wilhelminalaan, ingang MCA                                                              | Alkmaar | brons                                                |            |
| 2000                           | Spoken huilen omdat ze niet bestaan                                               | Arjen Lancel                                                   | Canadaplein                                                                             | Alkmaar | aluminium                                            |            |
| 2003                           | Salto Vivendi                                                                     | Marijke de Goey                                                | Oostdijkje bij 14                                                                       | De Rijk | Staal                                                |            |
| 2004                           | Moeder met kind                                                                   | Riet van Veen                                                  | Honthorstlaan                                                                           | Alkmaar | brons (oorspronkelijk ex.), beton/staal (huidig ex.) |            |
| 2004                           | De Zwaan                                                                          | Robèrt Guérain                                                 | Laan van Tata                                                                           | Alkmaar | Betonelementen, Betonplaat, Brons, Gewassen beton    |            |
| 2005                           | Jantje Beton Sprankelplek                                                         | Jos Spanbroek                                                  | Park Oosterhout                                                                         | Alkmaar | RVS                                                  |            |
| 2006                           | Vakbekwaam, Toegewijd, Kwetsbaar                                                  | Marijke de Vré                                                 | Wilhelminalaan, ingang MCA                                                              | Alkmaar | brons                                                |            |
| 2006                           | hekwerk Graslandschap                                                             | Anna Mul                                                       | Achter de Vest 3, gebouw Kunstuitleen                                                   | Alkmaar |                                                      |            |
| 2007                           | Rudi Carrell                                                                      | Carsten Eggers                                                 | Rudi Carrellplaats                                                                      | Alkmaar |                                                      |            |
| 2007                           | Alles wat er leeft in de zee                                                      | Linda Mekkes , ism Tienercentrum De Dobber en Montessorischool | Arkplein                                                                                | Alkmaar |                                                      |            |
| 2007                           | LightNET                                                                          | Arno van der Mark                                              | Kanaalkade, onder het Stadskantoor                                                      | Alkmaar | RVS en neonverlichting                               |            |
| 2007                           | De pen is sterker dan de kogel                                                    | Ron Moret, Harold van Geerestein en Geert Jan Jansen           | Geert Groteplein, op de plek van de inmiddels gesloopte Don Boscokerk                   | Alkmaar | beton en brons                                       |            |
| 2009                           | onbekend (Duivenwagen)                                                            | Marte Röling                                                   | Friese Brug                                                                             | Alkmaar |                                                      |            |
| 2012                           | Le Cheval Naturellement                                                           | Susan Schildkamp                                               | Westeinde                                                                               | De Rijp |                                                      |            |
| 2013                           | Cornelis Drebbel                                                                  | Peter van Onna                                                 | Sint Jorisstraat                                                                        | Alkmaar | Brons                                                |            |
| 2016                           | Klein Geheugen van Alkmaar, roepnaam: Adam                                        | Mattia Ilić                                                    | Kennemerstraatweg/Kennemersingel                                                        | Alkmaar |                                                      |            |
| 2017                           | Crystal Tree                                                                      | Hans van Bentem                                                | Noord-Hollands Kanaal                                                                   | Alkmaar | Staal                                                |            |
| 2020                           | Truus Wijsmuller omringd door kinderen                                            | Annet ter Berg-Pompe en Lea Wijnhoven                          | Gewelfde Stenen Brug                                                                    | Alkmaar | Brons                                                |            |
| 2021                           | Wodka "Een kat met een missie"                                                    | Edith Janzen                                                   | Wilhelminalaan, bij ingang van ziekenhuis                                               | Alkmaar | Brons                                                |            |
| 2023                           | Joods Namenmonument                                                               | Niko Hoebe                                                     | Stationsweg voor station                                                                | Alkmaar |                                                      |            |
| onbekend                       | onbekend                                                                          | Bart van Elden                                                 | Achter de Vest 3, boven op de schoorsteen van het gebouw Kunstuitleen                   | Alkmaar | aluminium, roestvrij staal en bladgoud               |            |
| onbekend                       | gevelobject                                                                       | Jan van Druten                                                 | Vondelstraat / Koelmanlaan, Petrus Canisius College                                     | Alkmaar | Keramiek                                             |            |
| onbekend                       | gevelobject                                                                       | Jan van Druten                                                 | Beethovensingel                                                                         | Alkmaar | Keramiek                                             |            |
| onbekend                       | Acrobaten                                                                         | Harry Boley                                                    | Andalusiëpad                                                                            | Alkmaar | Geschilderd staal                                    |            |
| onbekend                       | traplantaarn (lantaarnpaal die door fietskracht licht geeft)                      | Sander Rood                                                    | Clarissenbolwerk ter hoogte van de Kanisstraat                                          | Alkmaar |                                                      |            |
| onbekend                       | reliëf met bloemen en planten                                                     | onbekend                                                       | Van den Boschstraat                                                                     | Alkmaar |                                                      |            |
| onbekend                       | Moeder met kind                                                                   | Leatus Groothuizen                                             | Herenweg (Verzorgingshuis De Oldeburgh)                                                 | Oudorp  |                                                      |            |
| onbekend                       | Zittende vrouw/non                                                                | Leatus Groothuizen                                             | Herenweg (Verzorgingshuis De Oldeburgh)                                                 | Oudorp  |                                                      |            |
| onbekend                       | Sint Laurens                                                                      | onbekend                                                       | Sint Laurensstraat                                                                      | Alkmaar |                                                      |            |
| onbekend                       | onbekend                                                                          | onbekend                                                       | Pieter Langendijkstraat                                                                 | Alkmaar |                                                      |            |
| onbekend                       | onbekend                                                                          | onbekend                                                       | Beethovensingel                                                                         | Alkmaar |                                                      |            |
| onbekend                       | onbekend                                                                          | onbekend                                                       | St. Laurensstraat                                                                       | Alkmaar |                                                      |            |
| onbekend                       | onbekend                                                                          | onbekend                                                       | Doelenstraat 3/5                                                                        | Alkmaar | kalksteen                                            |            |
| onbekend                       | onbekend                                                                          | onbekend                                                       | Grafterbaan 29                                                                          | Graft   |                                                      |            |
| onbekend                       | onbekend                                                                          | onbekend                                                       | Grafterbaan 31                                                                          | Graft   |                                                      |            |